# Pulgarcito (cuento de hadas)
Pulgarcito es un personaje folclórico y carácter principal de cuentos recogidos por los hermanos Grimm y Perrault. Una versión ampliada de los cuentos de los hermanos Grimm se conoce en inglés como Tom Thumb.

## El pulgarcito de los hermanos Grimm
El personaje Pulgarcito aparece en dos cuentos de la colección compilada por los hermanos Grimm: Pulgarcito (número 37 de la colección) y Las correrías de Pulgarcito (número 45). Ambas historias relatan las aventuras de un niño diminuto, llamado Pulgarcito porque es más pequeño que el tamaño de un pulgar.

## El Pulgarcito de Perrault
Según Perrault, Pulgarcito es el menor de siete hijos de una familia pobre de leñadores. Su mayor sabiduría compensa su pequeño tamaño. Cuando los padres abandonan a los niños, encuentra una variedad de medios para salvar su vida y la de sus hermanos. Después de ser amenazado y perseguido por un ogro, Pulgarcito le roba las botas mágicas de siete leguas mientras el monstruo está durmiendo.

## Tom Thumb
Los dos cuentos de los Grimm se combinan en inglés con el nombre de Tom Thumb. La historia se amplía bastante y se basa en leyendas artúricas.

## Historieta gráfica
El relato dio nombre a una popular revista de historietas de 1921: Pulgarcito, de la editorial El Gato Negro, que después sería la Editorial Bruguera. 
El cuento inspiraría también historietas, como Pulgarcito (1981), del autor español Jan.